# Erste Fußballschiedsrichterinnen in den Niederlanden

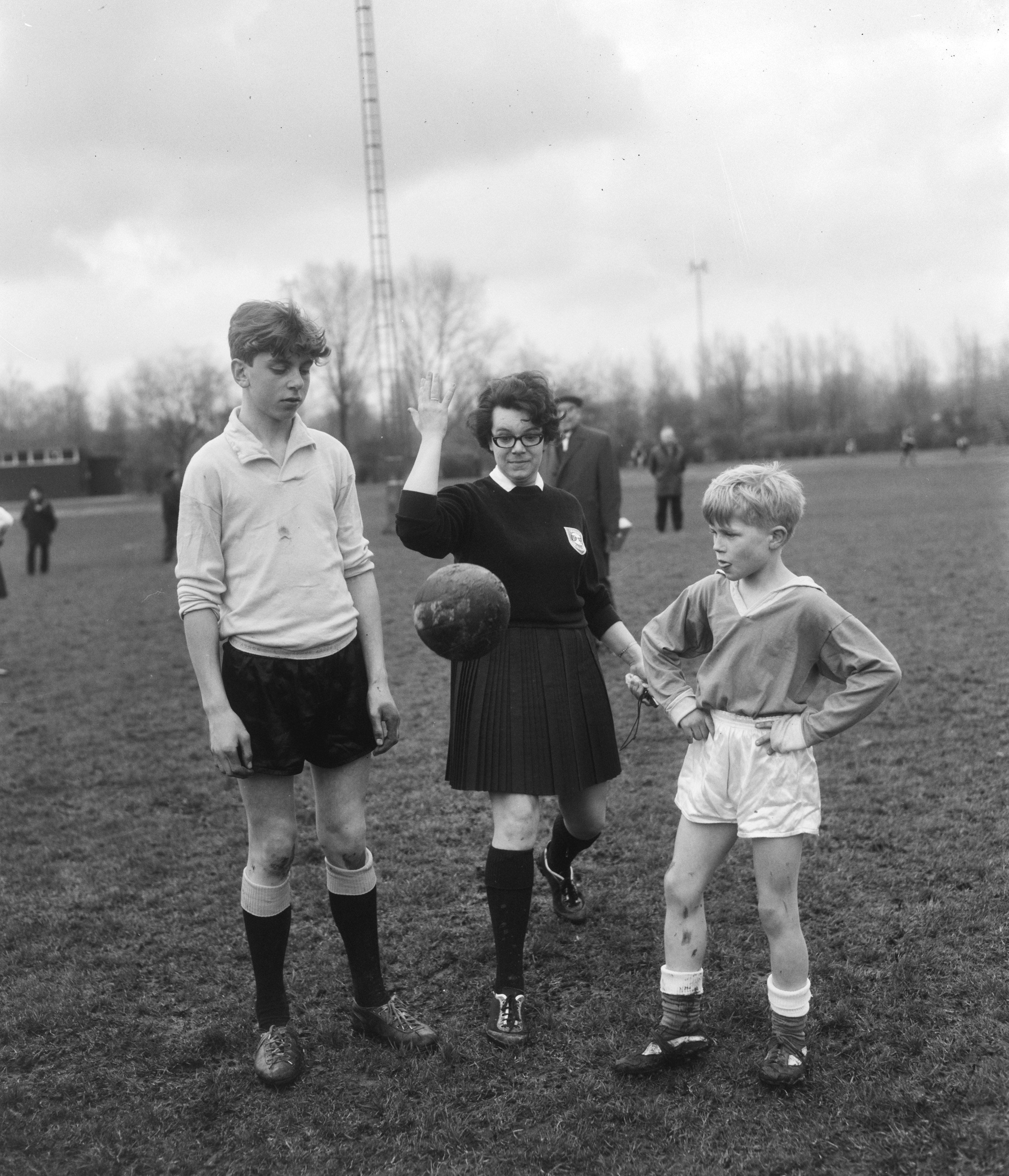
P. Koekoek bei einem Schülerfußball-Turnier (1966)

Die ersten Fußballschiedsrichterinnen in den Niederlanden wurden 1961 in Alkmaar ausgebildet. Die Ausbildung geschah heimlich, weil der niederländische Fußballverband (KNVB) weibliche Fußballschiedsrichter zunächst ablehnte. Im Jahr darauf wurden sie offiziell für Jugendspiele zugelassen. Der Tag dieser Entscheidung gilt als historisches Datum im niederländischen Fußball.

## Geschichte
Anfang der 1960er Jahre mussten in den Niederlanden Hunderte von Jugend-Fußballspielen abgesagt werden, weil es zu wenige Schiedsrichter gab. Bis dahin kamen ausschließlich Männer als Schiedsrichter im Fußball zum Einsatz. Daraufhin startete der Alkmaarer Verbandsfunktionär Teun Bakker von der Abteilung Nordholland eine Nachwuchskampagne, für die sich auch Frauen bewerben durften: „ein revolutionärer Plan“, so die Online-Seite sportgeschiedenis.nl. Der niederländische Fußballverband (KNVB) stand diesem Vorhaben ablehnend gegenüber.
Teun Bakker war aber entschlossen, seinen Plan durchzuführen. Unter größter Geheimhaltung organisierte er die Ausbildung von drei weiblichen Schiedsrichtern aus Alkmaar, unter Leitung des sehr erfahrenen männlichen Schiedsrichters Leen Augustijn: Ineke Boom (21), Klazina Laan (20) und Nel Rentenaar (20). Boom arbeitete zu dieser Zeit im Verbandsbüro, Rentenaar war die Tochter eines Fußballtrainers aus Heiloo, und Laan war in der Leichtathletik aktiv. Am 20. Mai 1961 gab es ein Testspiel, bei dem die drei Frauen einen Eignungstest absolvierten. Es handelte sich um ein Juniorenspiel zwischen Alcmaria Victrix und dem RK AFC, bei dem jede von ihnen 20 Minuten lang pfeifen durfte.
Nach sechs Wochen Vorbereitung wurde den drei Frauen am 11. Juni 1961 bei einem Jugendturnier in Alkmaar mit 5000 männlichen Teilnehmern die Leitung einiger Spiele übertragen. Der Alkmaarsche Courant vom 1. Juni 1961 kündigte das bevorstehende Debüt der Frauen als „Premiere im Fußball“ an. Laan gab gleich in der ersten Minute einen Elfmeter; diese Entscheidung wurde von den Spielern ohne Protest akzeptiert. Die Zeitung De Waarheid schrieb anschließend: „Nun, das lief ganz normal. Niemand ist vor Schreck gestorben, und der Wettbewerb lief, wie er sollte.“ In den folgenden Wochen meldeten sich weitere Bewerberinnen beim nordholländischen Verband. Nach einem Jahr hatten 32 Frauen ihre Qualifikation erworben.
Deren Diplome wurden allerdings vom KNVB nicht anerkannt. Der Verbandspräsident Toon Schröder verlangte vergeblich, dass sich die Vereine daran hielten und keine Frauen als Schiedsrichterinnen einsetzten. Auf Antrag von Bakker beriet die Bundesversammlung des KNVB am 3. November 1962 über den Antrag zur Anerkennung von Schiedsrichterinnen. Mit großer Mehrheit wurde Frauen für Jugendspiele zugelassen. Diese Entscheidung bedeutete auch, dass Frauen, um offizielle Funktionen ausüben zu können, Mitglied im KNVB werden mussten. Zuvor waren weibliche Mitglieder im 1889 gegründeten Verband nicht zugelassen. Auch selbst Fußball spielen durften Frauen damals nicht offiziell. Deshalb wird der 3. November 1962 als historisches Datum im niederländischen Fußball betrachtet; zudem war es eine weltweite Premiere, weshalb diese Neuheit auch international wahrgenommen wurde. Anschließend absolvierten drei erste Frauen eine anerkannte Ausbildung beim KNVB. Die Twenteer Zeitung Tubantia berichtete, dass sie ihre Abschlüsse mit besseren Noten als die Männer bestanden hätten. Am 19. November 1962 wurde Maartje Krijger offiziell als erste Schiedsrichterin im niederländischen Fußball eingesetzt, aber weiterhin nur bei Jugendspielen.

## Schiedsrichterinnen im Profifußball
2021 debütierte Franca Overtoom als erster weiblicher Schiedsrichter-Assistent in der Ersten niederländischen Liga. Zwei Jahre später pfiff sie ein Spiel bei der Fußball-Weltmeisterschaft der Frauen 2023. Im Mai 2024 nahm der KNVB Shona Shukrula als erste Frau in seine Liste der Schiedsrichter im niederländischen Profifußball der Männer auf. Am 4. Oktober 2024 gab sie ihr Debüt in der Ersten Liga beim Spiel TOP Oss gegen ADO Den Haag.
Aus Anlass der Ernennung der aus Alkmaar stammenden Shona Shukrula zur ersten Schiedsrichterin im niederländischen Männerfußball nahm der Sporthistoriker Jurryt van de Vooren in Zusammenarbeit mit dem Stadtarchiv von Alkmaar Recherchen für ein Buch über dieses Kapitel der Sportgeschichte auf. Das Buch mit dem Titel De vrouwen van ’61: Hoe Alkmaarse vrouwen de voetbalwereld veranderden erscheint im Juni 2025.